# 이한철 (화가)
이한철(李漢喆, 1808년 ~ ?)은 조선 말기의 화가이다. 자는 자상(子常), 호는 희원(希園, 喜園) 또는 송석(松石). 본관은 안산(安山)이며, 화원(畫員)으로 군수를 지냈던 의양(義養)의 아들이다.

## 생애
1846년 헌종 어진도사(憲宗御眞圖寫)의 주관화사(主管畫師)로 활약한 데 이어, 철종과 고종의 어진을 그리는 데도 참여했다. 이러한 초상(肖像) 실력 때문에 당시에 조중묵과 더불어 초상화의 쌍벽으로 지칭되었다.
그는 전기(田琦)·김수철(金秀哲)·허유(許維)·유숙(劉淑)·조중묵·유재소(劉在韶) 등과 함께 김정희(金正喜)의 그림 지도를 받기도 하였다. 김정희는 이한철의 그림이 “비록 출진(出塵)의 상(想)이 모자라나 선명하여 풍치가 있다고 하였으며 또 묵법(墨法)이 몸에 익어 있다”고 하였다.

## 작품
현존하는 작품들은 산수·인물·화조(花鳥)·절지(折枝) 등 다방면에 걸쳐 있는데, 대체로 전형적인 남종화법(南宗畫法)과 김홍도(金弘道)의 화풍을 따르고 있다. 바위·인물·나무의 묘사에서 특히 김홍도의 영향을 많이 받았으며, 부드럽고 투명한 필치의 사용, 묵법의 강약, 농담(濃淡)의 사용 등에서 탁월한 재능을 보였다.
대표작으로는 보물 제547호로 지정된 《김정희 초상》(1857, 국립중앙박물관 소장), 《방화수류도》(訪華隨柳圖),·《의암관수도》(倚巖觀水圖)(국립중앙박물관 소장), 《추림독서도》(秋林讀書圖)(간송미술관 소장) 등이 있다.

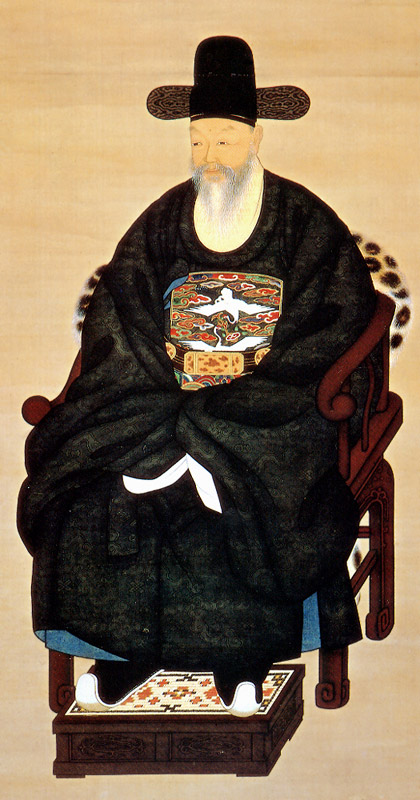
김정희 초상
철종 어진(보물 제1492호)
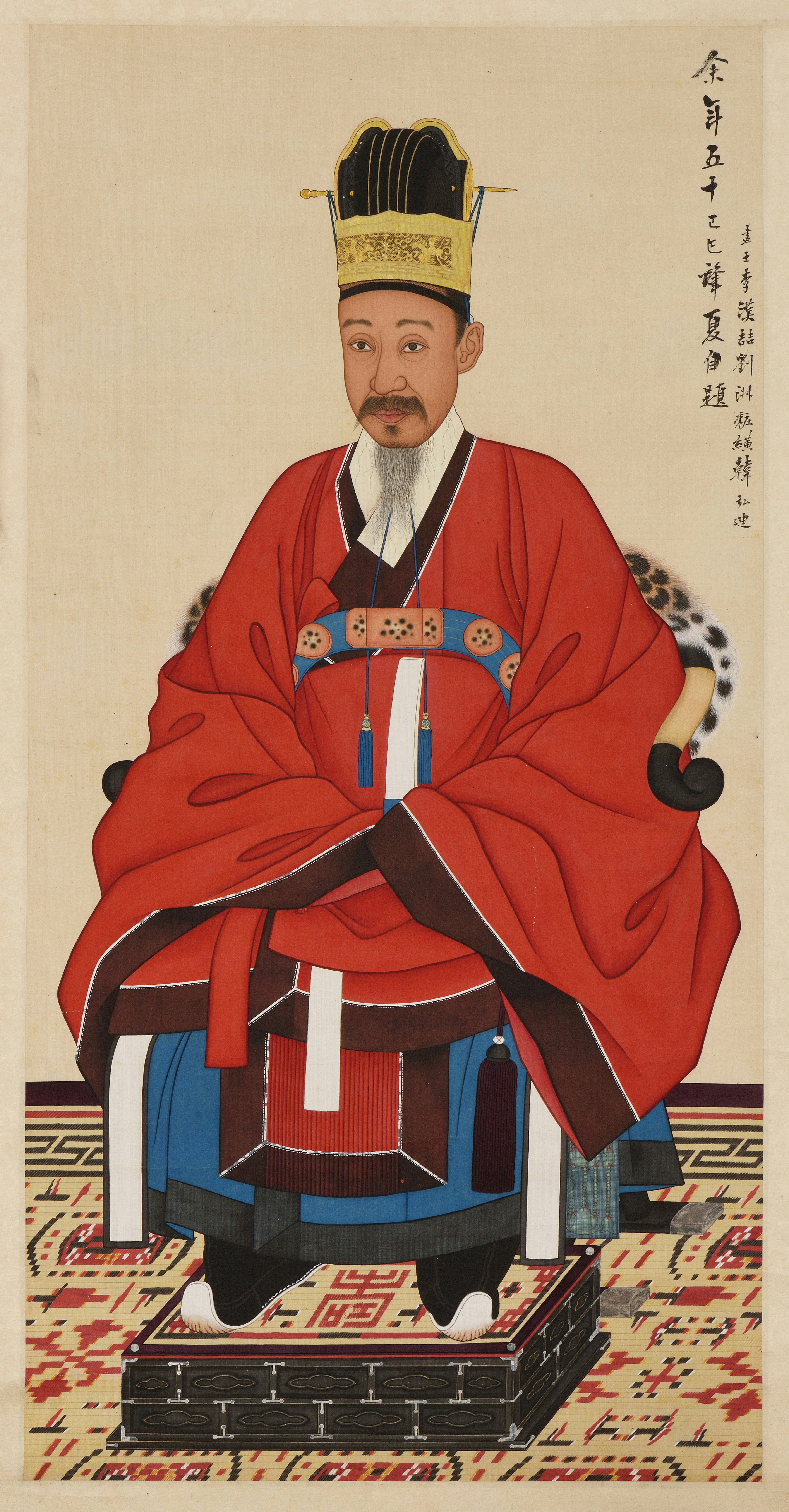
이하응 초상(보물 제1499호)
조인영 초상
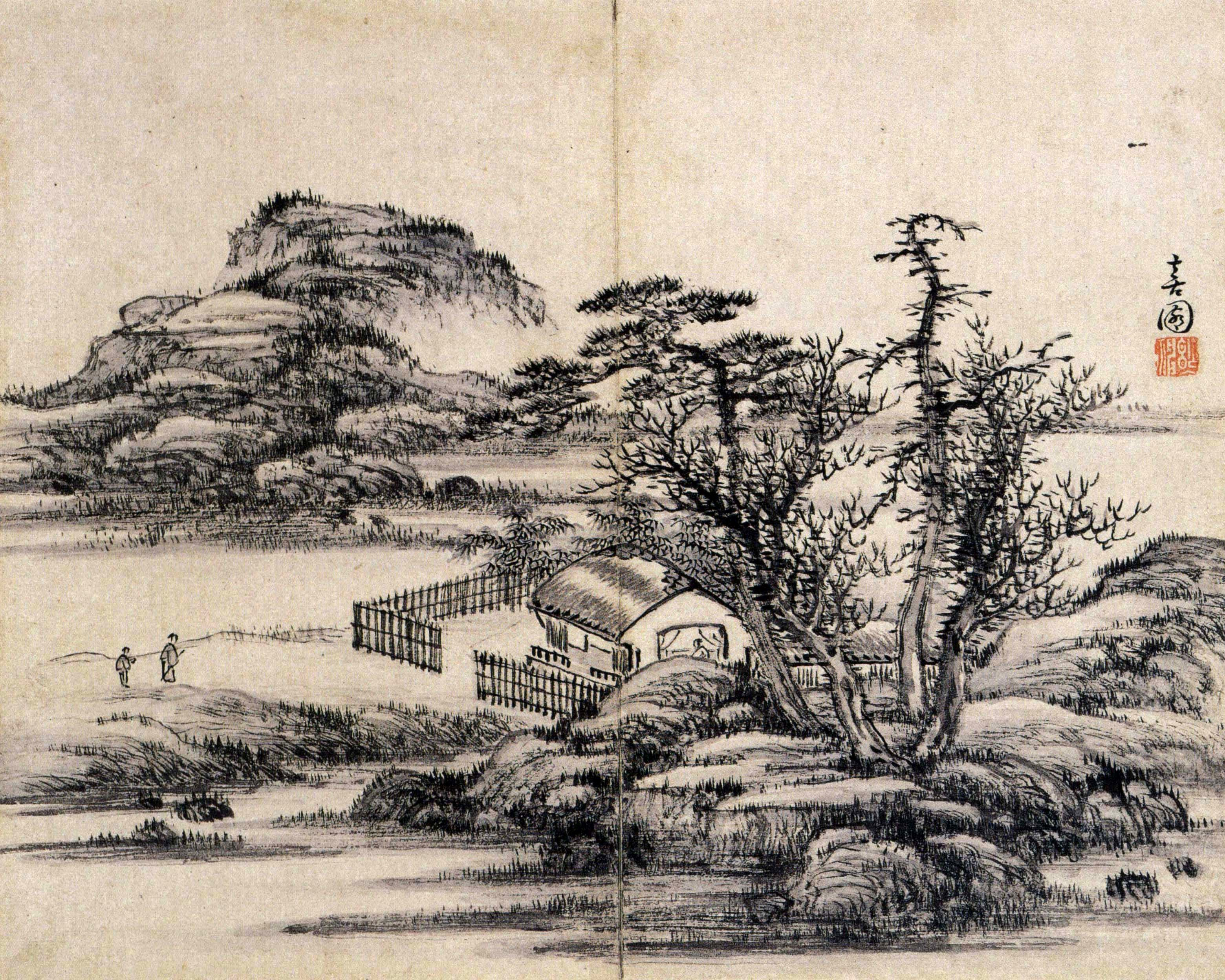
《강호한거》
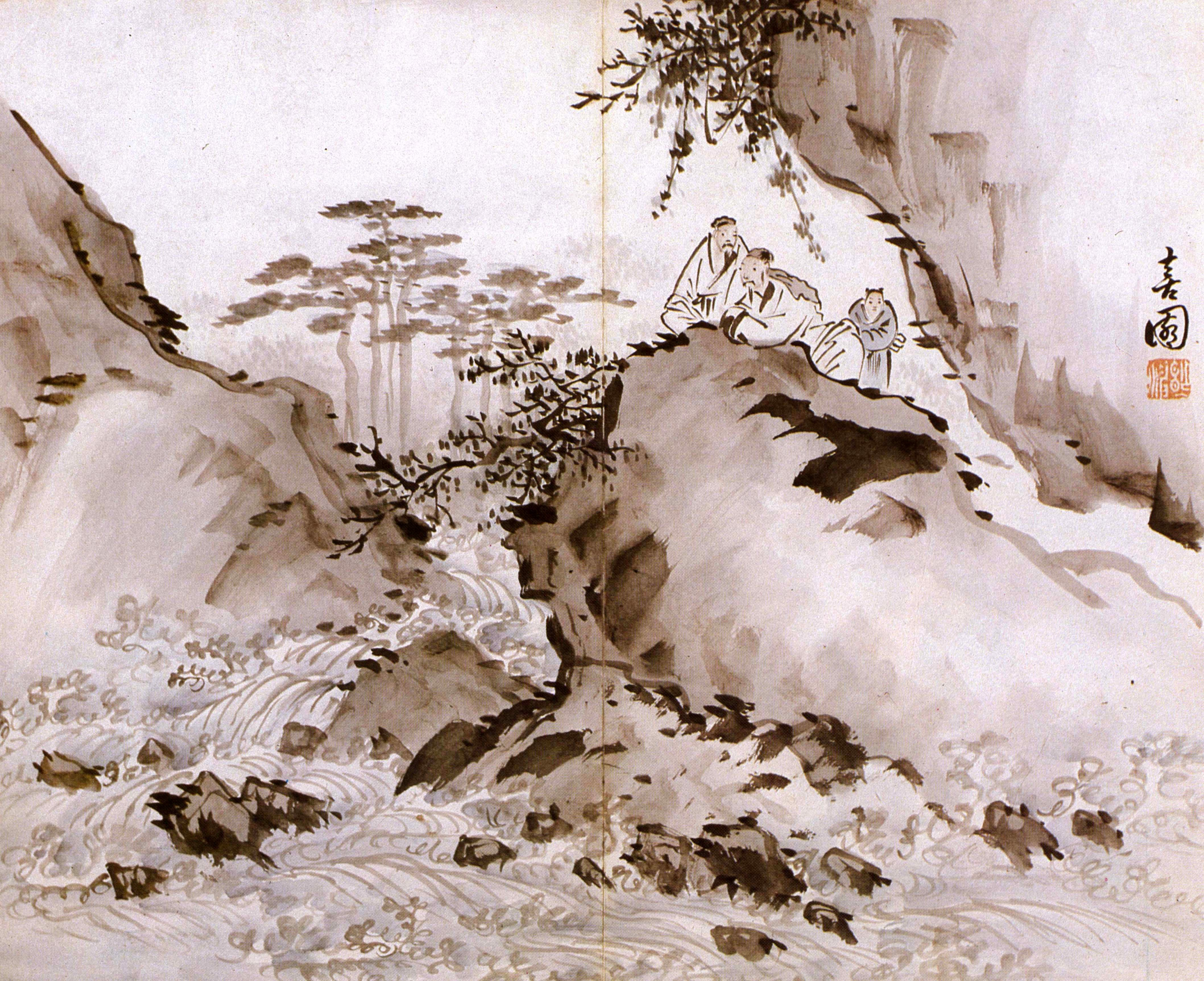
《의암관수도》